# Operación Huracán
Operación Huracán (posteriormente también referida como Caso Huracán) es el nombre con que se conoce a un operativo investigativo policial iniciado por Carabineros de Chile bajo el amparo de la Ley de Inteligencia, que en septiembre de 2017 condujo a la detención de ocho comuneros mapuche supuestamente involucrados en una asociación ilícita terrorista en el sur de Chile, asociados con la cúpula de la Coordinadora Arauco-Malleco (CAM) y Weichan Auka Mapu, en el marco del Conflicto en La Araucanía.
En enero de 2018, tras quedar a cargo de la investigación de los hechos, el Ministerio Público informó que había descubierto mediante pericias técnicas que la Unidad de Inteligencia Operativa Especial de Carabineros habría manipulado las pruebas que incriminaban a los detenidos, mediante la intervención fraudulenta de mensajes en teléfonos celulares, razón por la que abrió una investigación contra la propia policía uniformada para determinar la existencia de los delitos de falsificación de instrumento público, obstrucción a la investigación y asociación ilícita.

## Hechos

### Investigaciones de Carabineros
El general director de Carabineros de Chile, Bruno Villalobos, creó a inicios de 2017 la Unidad de Inteligencia Operativa Especial (UIOE) para trabajar especialmente los conflictos y delitos que se puedan ligar a la situación del pueblo mapuche y violencia rural en las regiones del Biobío, La Araucanía y Los Ríos. La Unidad quedó a cargo del general Gonzalo Blu, director nacional de inteligencia de la policía uniformada. A principios de octubre de ese año, se reportaba que la UIOE ya había logrado la detención de 190 personas producto de sus investigaciones, desarrolladas integralmente por Carabineros, bajo el amparo de la Ley de Inteligencia. Específicamente, desde marzo de 2017, la UIOE comenzó a investigar diferentes causas por «hechos de violencia rural y de carácter terrorista», de acuerdo al general jefe de la IX Zona de Carabineros, Christian Franzani. El 30 de agosto, el general Villalobos visitó la zona, informando a la prensa que ello obedecía a «revisar las investigaciones que se han llevado en curso en este sector con gente de inteligencia» y que acudirían a la Fiscalía para coordinar la entrega de una «importante y gran cantidad de información para utilizar en los juicios» que se deberían preparar al efecto.
El 20 de septiembre de 2017, el fiscal regional de La Araucanía recibió un primer informe de la UIOE. El documento, firmado por el general Blu, indicaba los nombres de los responsables de una serie de ataques incendiarios, mensajes de WhatsApp que daban cuenta de una coordinación entre ellos, y alertas de tres ataques que se estarían programando entre La Araucanía y Los Ríos en poco tiempo. Tras pedir una nueva diligencia a Carabineros, los antecedentes fueron expuestos a un juez de garantía, y se solicitaron órdenes de detención e incautación de bienes a los individuos mencionados en el informe. De esta manera, el 23 de septiembre de 2017 se llevaron a cabo allanamientos simultáneos en las ciudades de Temuco, Los Ángeles, Concepción, Talcahuano y Ercilla sobre la base de las diligencias que constaban en las investigaciones policiales.

### Proceso judicial
Como consecuencia de las detenciones, quedaron en prisión preventiva e investigados por asociación ilícita terrorista ocho personas, incluyendo el vocero de la CAM, Héctor Llaitul Carrillanca, su hijo Héctor Llaitul Pezoa, los hermanos Rodrigo y Jaime Huenchullán Cayul, este último dirigente de la comunidad autónoma de Temucuicui, David Aedo Cid, involucrado con la muerte de un carabinero tras un asalto a un banco en 2007 en Santiago, Martín Curiche, Claudio Leiva y el machi Fidel Tranamil. Los informes policiales que sustentaron tales detenciones se basaron en una serie de intervenciones a teléfonos de dirigentes mapuche, conteniendo eventuales mensajes que darían cuenta de una coordinación para una serie de quema de camiones desarrollada en agosto de 2017, financiamiento desde el extranjero para la CAM y la posibilidad de una introducción de armas a territorio mapuche en Chile desde Argentina. Sobre este último antecedente, el subsecretario del Interior, Mahmud Aleuy, viajó a Buenos Aires para sostener una reunión con la ministra de Seguridad Patricia Bullrich, para abordar el tema.
El 24 de septiembre se realizó en Temuco la audiencia de formalización de los ocho detenidos, imputándoseles la responsabilidad por ataques incendiarios ocurridos contra empresas de transportes y maquinarias forestales. Dos de los detenidos fueron formalizados también por el delito de incendio terrorista, quedando todos en prisión preventiva en cárceles de Concepción, Valdivia y Angol. El fiscal Felipe González, además, aseguró en la audiencia que los detenidos estaban organizando nuevos ataques incendiarios, incluyendo uno en Vilcún un día antes de que se diera lectura al veredicto del caso Luchsinger-Mackay. Para reforzar esas aseveraciones, González dio a conocer conversaciones por WhatsApp entre los formalizados y otros mensajes de texto que habían aportado las investigaciones previas de Carabineros. Para realizar los peritajes pertinentes a tales antecedentes, la jueza de garantía de Temuco, Mónica Arancibia, dio un plazo de cuatro meses al Ministerio Público.
Paralelamente, en octubre, la Corte Suprema decidió por unanimidad acoger un recurso de amparo, inicialmente descartado por la Corte de Apelaciones de Temuco, y ordenó la liberación de los detenidos, planteando que no se había logrado establecer suficientemente la participación de los imputados ni se justificaba la medida cautelar aplicada.

### Investigaciones de la fiscalía y acusaciones de montaje
Tras hacerse cargo de las indagatorias en septiembre, la Fiscalía Regional de La Araucanía encargó diversas pericias a los teléfonos celulares incautados a los imputados, descubriéndose inconsistencias entre lo informado por Carabineros en sus informes previos y los resultados de los peritos, tales como la existencia de archivos en formatos distintos a los utilizados por aplicaciones de mensajería y en ubicaciones distintas dentro de los equipos, así como que tan sólo dos aparatos tenían WhatsApp instalado, uno Telegram y otro ninguna aplicación de mensajería, y que los archivos .txt encontrados en el celular de Martín Curiche fueron ingresados en una fecha posterior a la incautación. También se estableció que los celulares, que fueron incautados el día 23 de septiembre pasadas las 14:15, registraban las supuestas conversaciones a las 20:50 horas y las 22:35 horas, cuando los dispositivos ya no estaban en manos de los imputados, sino de personal del Laboratorio de Criminalística de Carabineros de Temuco. Todo ello daba cuenta de que los teléfonos habían sido intervenidos, por lo que la Fiscalía decidió recomendar el cierre de la investigación en la Operación Huracán y abrir una en contra de Carabineros por tales intervenciones ilegales.
Estos antecedentes se mantuvieron en reserva hasta el 25 de enero de 2018, cuando el fiscal Luis Arroyo, se querelló a título personal contra funcionarios de la Dirección de Inteligencia Policial de Carabineros (DIPOLCAR), quienes habrían hecho un montaje de pruebas para acusar a uno de sus abogadas asistentes de realizar supuestas filtraciones de información a Héctor Llaitul, uno de los imputados. En la querella, Arroyo señaló que había sido notificado de una investigación que Carabineros estaba realizando en contra de su asistente, por el presunto delito de obstrucción a la investigación, en el que se indagaba un encubrimiento que él habría hecho de esta situación, por supuestamente mantener una relación sentimental. En sus declaraciones, el fiscal Arroyo aseguró que se trata de un montaje orquestado desde Carabineros, luego que se negara a usar elementos fuera del marco legal en sus indagatorias en el marco de la Operación Huracán, y que buscaba desacreditarlo personal y profesionalmente.
Tras las acusaciones del fiscal Arroyo, el Fiscal Nacional, Jorge Abbott, confirmó que solicitaría el cierre de la investigación por la Operación Huracán y anunció el inicio otra por la manipulación de pruebas que habría efectuado la DIPOLCAR, calificando ese hecho como «gravísimo» y «absolutamente inédito» en el sistema procesal penal chileno. Asimismo, detalló que se logró determinar tanto «por peritos de la fiscalía como por un perito externo que se habrían incorporado, con posterioridad a la incautación de esos teléfonos, la información en ellos contenida y que fue la que sirvió de base a la denuncia». La nueva investigación quedó a cargo del Fiscal Regional de Aysén, Carlos Palma.
En la mañana del 26 de enero de 2018, como consecuencia de la investigación anunciada por Abbott, equipos de la Policía de Investigaciones de Chile allanaron las oficinas de la UIOE y del Laboratorio de Criminalística en Temuco, pero Carabineros impidió el procedimiento arguyendo que no se dio aviso con 48 horas de anticipación como mandata el Código Penal, aunque durante la tarde el alto mando de Carabineros informó que había dispuesto la entrega inmediata de los equipos computacionales requeridos con la finalidad de cooperar y facilitar el esclarecimiento de los hechos. Ese mismo día, el general Gonzalo Blu anunció en una conferencia de prensa que se iniciaría un sumario administrativo al interior de Carabineros tras la acusación de la Fiscalía, aunque defendió el actuar policial en la causa, agregando que le parecía «preocupante que una investigación de ocho meses se pretenda cerrar por otra de tres semanas» y que la institución policial esperaba «que el Poder Judicial no acoja el cierre de la causa». Con todo, el Juzgado de Garantía de Temuco acogió la solicitud de la fiscalía y cerró la investigación original.

### Formalizaciones
En marzo de 2018, el fiscal Palma decidió solicitar al Juzgado de Garantía de Temuco que fije audiencia para formalizar imputar el cargo de asociación ilícita que operó en Carabineros por la fabricación de pruebas falsas para incriminar a diversas personas por hechos aparentemente terroristas, dando cuenta que hubo coordinación en la perpetración de los montajes, contándose con una organización jerarquizada y permanente en el tiempo, y que se intentaron ocultar tales actuaciones por parte de los policías haciendo uso de los permisos que les concede la Ley de Inteligencia.
De esta manera se imputarán cargos por asociación ilícita para cometer los delitos de falsificación de instrumento público y obstrucción a la investigación, en calidad de autores, a los excarabineros Gonzalo Blu, Patricio Marín y Leonardo Osses, y al Ingeniero Forestal, Ingeniero Agrícola, Magister en Administración de Empresas Alex Smith Leay, supuesto creador de los softwares denominados Antorcha y Tubicación, utilizados para la implantación de mensajes de texto falsos en teléfonos celulares. Asimismo, se formalizará por delitos de falsificación de instrumento público y obstrucción a la investigación a Marcelo Teuber (exjefe de la UIOE), Manuel Antonio Riquelme, Marcos Sanhueza, Darwin Vázquez y Marvín Marín. Por el delito de obstrucción a la investigación se formalizará, en tanto, a Cristián Pérez.

## Consecuencias
Conocido el eventual montaje, la defensa de los imputados en el marco de la Operación Huracán informó que solicitaría el sobreseimiento definitivo de la causa tras descartarse las acusaciones de asociación ilícita terrorista. El defensor regional de La Araucanía, por su parte, manifestó que sus representados «sabían desde el primer minuto que eran inocentes (…) que era extraño que se establecieran mensajes de WhatsApp como pruebas siendo que muchos de ellos no usaban la aplicación, la desencriptación no era natural y además se filtraron los mensajes a todo Chile, cosa que la ley de inteligencia nacional también prohíbe» y que los afectados decidirán, tras el resultado de la solicitud de sobreseimiento, la posibilidad de entablar una demanda de indemnización en contra del Estado de Chile.
El gobierno, a través del entonces Subsecretario del Interior Mahmud Aleuy, calificó como «grave y compleja» la denuncia de la Fiscalía, asegurando que «si se llega a probar parte de los hechos denunciados, el costo institucional va a ser muy alto para la institución que corresponda. Si es que se llega a probar algunas de las cosas, sin duda que la institución afectada va sufrir un grave daño».
Desde diversos sectores parlamentarios, por su parte, se anunció la creación de una comisión investigadora en la Cámara de Diputados para indagar las responsabilidades políticas tras la manipulación de evidencia por parte de Carabineros en la Operación Huracán. El diputado Matías Walker calificó los hechos como «un escándalo de descoordinación entre la policía de Carabineros, la Policía de Investigaciones, la Agencia Nacional de Inteligencia y el Ministerio Público», mientras que su par Leonardo Soto no descartó presentar una acusación constitucional en contra del general Gonzalo Blu y otros jefes policiales involucrados en el caso, y el diputado Jorge Tarud pidió la renuncia de Mahmud Aleuy, acusando «un total descontrol de parte del gobierno en este caso».
En los primeros días de marzo de 2018, el recién asumido presidente Sebastián Piñera, aceptó la renuncia del general director de Carabineros, Bruno Villalobos. Este, a su vez, había aceptado la renuncia del general Gonzalo Blu. Ambos estaban siendo cuestionados por su participación en la Operación Huracán.  El general Julio Pineda, quien estaba a cargo del sumario interno en Carabineros tras las denuncias de manipulación de pruebas, reemplazó a Villalobos como general director subrogante de Carabineros, siendo finalmente relevado de sus funciones por Hermes Soto, designado como general director por el presidente Piñera el 14 de marzo. Con ello, asimismo, se produjo una importante reestructuración en el alto mando de la institución policial, incluyendo la salida de una quincena de generales, la disolución del área de inteligencia y el traslado de dos jefes desde La Araucanía a Santiago, en lo que se ha considerado como la mayor reforma a Carabineros de Chile desde el retorno a la democracia.